# Centrul de detenție de la Guantanamo

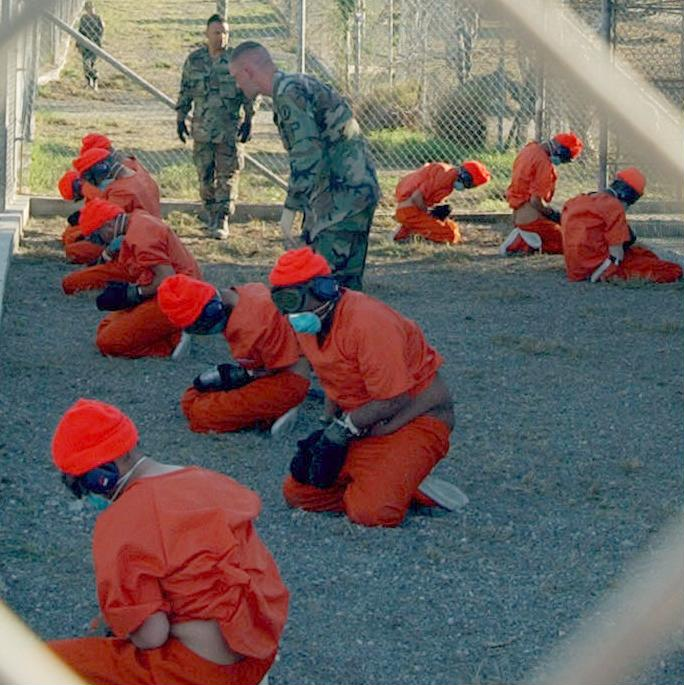
Prizonieri în lagărul de detenție de la Guantánamo.

Centrul de detenție de la Guantanamo este o închisoare de înaltă securitate din cadrul Bazei Navale Americane din golful Guantanamo, bază situată pe insula Cuba. Golful este proprietate a Statelor Unite ale Americii. Din 2002, autoritățile americane l-au folosit ca centru de detenție pentru deținuți acuzați de terorism, majoritatea acestor deținuți fiind reținuți în Afganistan , în timpul invaziei din această țară care a urmat atacurilor de la 11 septembrie 2001.
Guantanamo este doar o parte a sistemului de lagăre de detenție pe care le menține Statele Unite ale Americii în exterior, incluzând acest sistem și alte lagăre în Irak și Afganistan. Zeci de deținuți au fost aduși la Guantanamo din alte centre secrete de detenție ale CIA.

## Istoria

### Baza militară

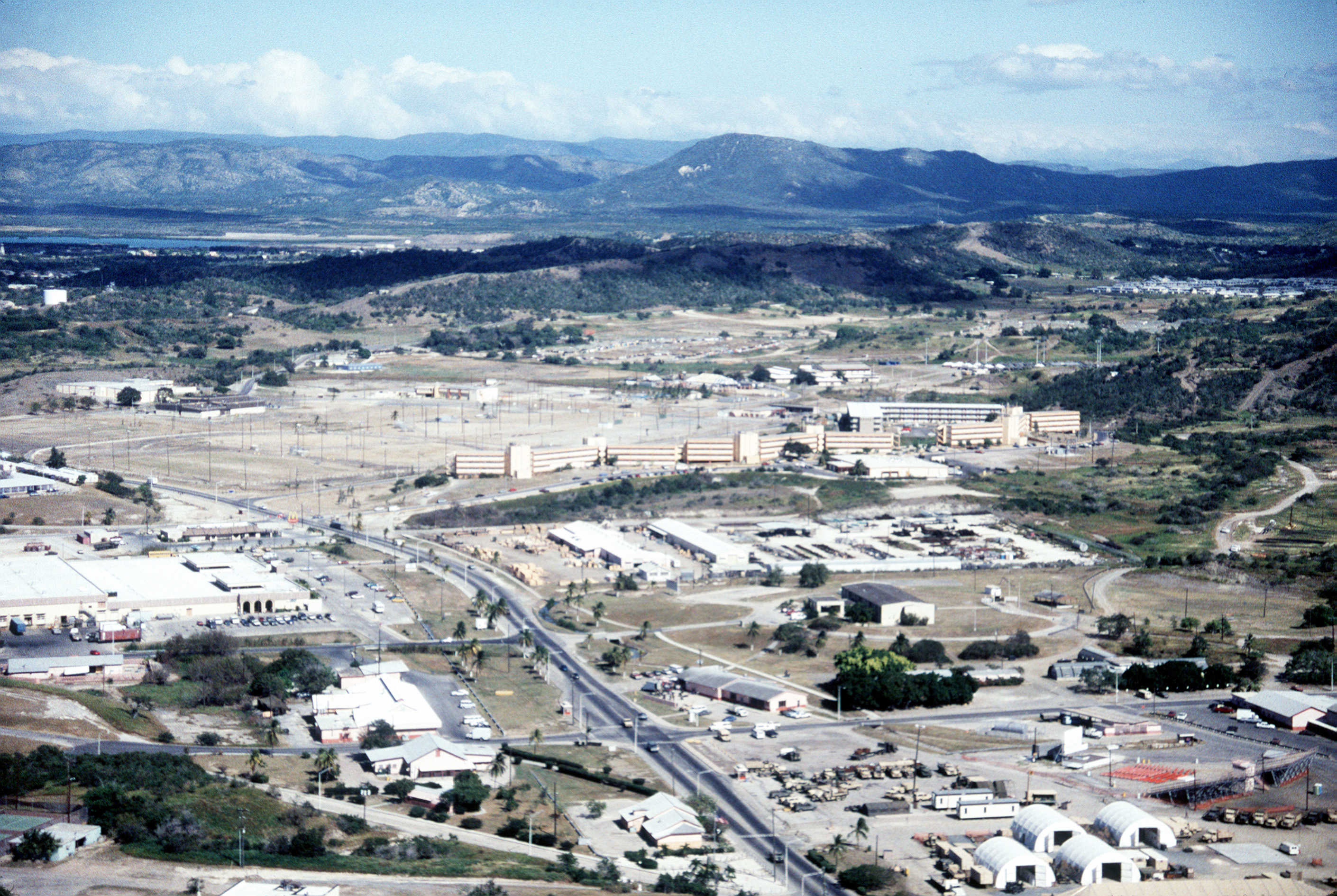
Vedere generală de la baza navală Guantanamo.

Baza a fost instalată în insula Cuba în timpul ocupației sale militare de către Statele Unite, ocupație care a urmat războiului hispano-american de la 1898. După ce Cuba și-a obținut independența față de Statele Unite în 1902, baza a rămas în continuare proprietate americană, fiind protejată de către Amendamentul Platt. La 1 iulie din anul 1904 a intrat în vigoare acordul prin care Cuba închiria baza, de forma perpetuă, Statelor Unite. Cuba respinge în prezent acest acord, susținând că acesta a fost semnat sub amenințarea unei noi  invazii din partea SUA.

### Închisoarea
Baza navală a fost amenajată ca închisoare după incursiunea SUA în Afganistan, de la sfârșitul anului 2001. Două zile după atacurile de la 11 septembrie 2001, Congresul SUA a adoptat o rezoluție care a acordat președintelui George W. Bush o autorizație fără precedent pentru utilizarea forței împotriva "națiunilor, organizațiilor și persoanelor fizice", care, potrivit criteriului său, au fost legate în vreun fel cu acele atentate sau cu viitoare acte de terorism internațional.
În acel 17 septembrie, președintele Bush a semnat un memorandum prin care autoriza CIA pentru a instala centre de detenție în afara teritoriului Statelor Unite. Este acesta un document de caracter secret.
În noiembrie 2001, George W. Bush a semnat un ordin executiv în materie militară, pe probleme de "Detenție, tratament și judecare a unor persoane străine în războiul împotriva terorismului", ordin care a autorizat Pentagonul să dețină în custodie  cetățeni non-SUA, pe termen nelimitat, în afara oricărei responsabilități juridice. Primii 20 de prizonieri au sosit aici pe 11 ianuarie 2002.

### Un sistem de blocare
Fostul președinte însuși, George W. Bush, și-a exprimat în diverse ocazii pe parcursul anului 2008, "dorința sa de a închide Guantanamo", în același timp în care a expus motive "de ordin juridic și practic" ce nu ii permit încă sa o facă, incluzând aici și procesele juridice care nu își găsiseră încă rezolvarea sau care erau pe rol, după cum și refuzul multor țări de a accepta reîntoarcerea propriilor cetățeni deținuți.
Pe timpul alegerilor prezidențiale din SUA 2008, principalii doi candidați, democratul Barack Obama și republicanul John McCain, au promis să închidă lagărul de concentrare dacă ajung la putere.
În cadrul ceremoniei de învestire în funcția de Președinte al Statelor Unite, la 20 ianuarie a anului 2009, Obama a făcut cunoscut ordinul de închidere  temporară a activităților acestui Lagăr de Concentrare, ordin care a intrat în vigoare chiar în ziua următoare prin instrucțiuni date procurorilor ca, să paralizeze activitatea tribunalelor de război pe timp de 120 de zile, interval în care administrația americană sa revizuiască procesul. La 22 ianuarie, a decretat închiderea centrului de detenție în termen de un an, deodată cu două ordine executive de punere a ordinii în revizuirea proceselor juridice ale persoanelor acuzate de delicte teroriste și interzicerea expresă a acelor metode de interogare ce sunt echivalente cu tortura.
Cu toate acestea, în două rânduri, în 2009 și 2010, Congresul Statelor Unite a interzis utilizarea de fonduri publice pentru transferul de deținuți de la Guantanamo, în orice alt teritoriu al țării, mai ales după alegerile parțiale în urma cărora republicanii au devenit majoritate în Congres, ceea ce a făcut neviabilă intenția de închidere a centrului. De asemenea, s-a încercat judecarea în cadrul teritoriului SUA a câte unuia dintre deținuți, cum a fost cazul lui Ahmed Ghailiani, dar a fost achitat pentru 284 din cele 285 de acuzații de care procuratura l-a acuzat, fiind exonerat de principalele infracțiuni de terorism ce i se imputau. Acest caz, primul și singurul proces civil al vreunui prizonier de la Guantanamo, a paralizat orice altă încercare de acest fel. După veto-ul  pentru a doua oară al Congresului în ce privește transferul de prizonieri, Procurorul General al SUA, Eric Holder, partizan în favoarea unui proces civil pentru cinci deținuți de la Guantanamo, printre care Khalid Sheikh Mohammed (sau Khálid Sheikh Mohammed), acuzat de a fi unul dintre organizatorii atentatelor de la 11 septembrie 2001, a trebuit să renunțe la modelul propus pentru judecarea acestuia și a stabilit responsabilitatea acestei judecăți unei comisii militare, in cadrul bazei Guantanamo.
În același timp, o parte dintre prizonieri au fost transferați unor șaisprezece țări care i-au adoptat după un acord cu Statele Unite, dar numărul lor a fost mic, în jur de 67, și adoptarea nu a fost lipsită de complicații, deoarece mai multe țări au refuzat să-și reprimească proprii lor cetățeni reținuți, altele, cum ar fi Kuwait a cerut sa fie „eliberați”, în una din zonele de conflict din Afganistan, unde să fie expuși astfel, pericolului de moarte, sau au cerut bani (Yemen, Kiribati), fie au cerut implantarea unui cip, pentru a putea fi monitorizați, cum se procedează cu „caii sau cu șoimii” (Arabia Saudită).

## Descriere fizică

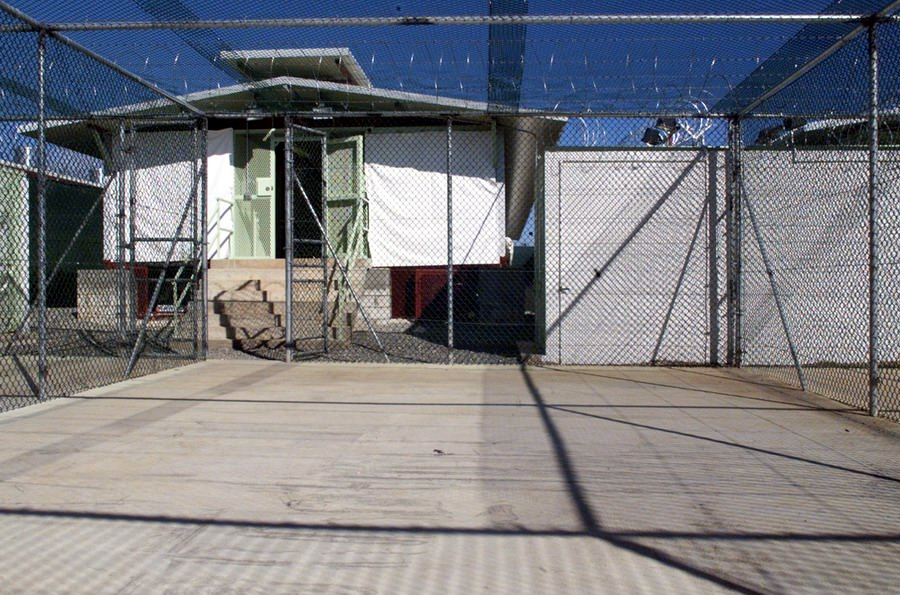
Lagărul Delta.

Lagărul este înconjurat cu un gard de sârmă ghimpată, electrificată, de trei metri înălțime, situat lângă golful Guantanamo, la 920 de kilometri sud-est de Havana, are 117,6 kilometri pătrați, din care doar 49,4 sunt pe teren solid, cu o linie de coastă de 17,5 km. Este supravegheat permanent de 435 pușcași marini care trăiesc alături de alți militari și civili americani. Populația totală a lagărului este estimată la aproximativ 8500 de persoane.
Prizonierii sunt distribuiți în patru sectoare, înconjurate cu sârmă ghimpată și cu plasă metalică, unde își petrec 24 de ore pe zi. Fiecare sector are un total de 48 de celule. Beneficiază de intimitate și le este permis efectuarea plimbării cu o durată de 30 minute pe zi (unora doar trei zile pe săptămână) pe un teren de sport care măsoară aproximativ 7,6 pe 9,1 metri pătrați.
Prizonierii primesc vizite de la Crucea Roșie, organizație care își asumă, de asemenea,responsabilitatea de a le aduce scrisori de la familiile lor. Oficialii americani verifică atent conținutul întregii corespondente. Prizonierii nu pot primi vizite de la rudele lor și nici nu li s-a permis, până în ultima lună de martie (2008), să vorbească cu rudele lor prin telefon, în mod regulat. Luminile de pe coridoare și dependințe sunt aprinse zi și noapte.
Amnesty International estimează că 80% dintre deținuți sunt ținuți în regim de izolare, în Tabăra 5, în Tabăra de 6 sau Tabăra numită "Eco". Tabără 6 a fost construită pentru a găzdui 178 deținuți. Este o instalație în cadrul căreia condițiile sunt deosebit de severe. Deținuții stau închiși pentru un minim de 22 de ore pe zi în celule individuale din oțel, fără ferestre spre exterior.

## Deținuții

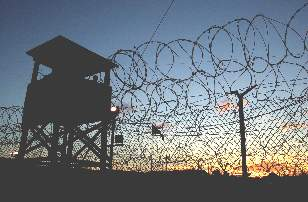
Vedere exterioară a lagărului.

### Situația juridică
Statele Unite ii consideră (pe deținuți) drept "combatanți inamici ilegali" -majoritatea fiind acuzați de apartenență la talibanism sau la Al-Qaeda, și nu prizonieri de război, cu asta însemnând că nu trebuie să li se aplice normativele Convenției de la Geneva și, prin urmare, pot fi menținuți pe termen nelimitat, fără proces juridic și fără dreptul de a fi reprezentați de către un avocat, lucru ce a fost criticat de către alte guverne și de către organizațiile dedicate drepturile omului din întreaga lume.
Posterior, Statele Unite a admis că, cu excepția membrilor Al-Qaeda, restul prizonierilor trebuie sa se afle sub cupola reglementărilor convențiilor internaționale. Unii juriști consideră că situația se află în plin mediu "vid legislativ".

### Poziția justiției SUA
Prima decizie judiciară a fost luată pe data de 31 iulie a anului 2002. Judecătorul federal de  Columbia, Colleen Kollar-Kotelly a decis că sistemului juridic al SUA, nu are o corespunzătoare acoperire juridică asupra persoanelor deținute în centrul special din Guantanamo. Această hotărâre a fost ratificată în luna martie 2003 de către un alt judecător federal.
În iunie 2004, Curtea Supremă a Statelor Unite, a decis că "instanțele de judecată din Statele Unite ale Americii au competența necesară pentru a disputa legalitatea detenției cetățenilor străini capturați în străinătate pentru activități ostile SUA și încarcerate în centrul din golful din Guantanamo," și a decis că trei prizonieri care au invocat dreptul lor de a avea o judecată instituțională își pot prezenta cazurile lor în fața instanțelor civile.
Cu toate acestea, majoritatea judecătorilor federali, în a cărei mâini stă cum să se aplice doctrina marcată de către Curtea Supremă de Justiție, a dat sprijin tezei emise de Administrație, de deținere a "combatanților străini" pe termen nelimitat, fără a prezenta plângeri penale împotriva lor sau fără a-i supune procesului juridic.
În 2006, Curtea Supremă de Justiție a reînceput să atace strategia Pentagonului, semnalând că a organiza tribunale militare pentru prizonierii de război străini, "violează Codul de Justiție Militară și Convenția de la Geneva", și că, mai mult decât atât, nu se regăsește în vreo legala normativă. Congresul, de majoritate republicană în acel moment, a reacționat prin adoptarea unei legi care a dat acoperire în mod expres acestor instanțe militare.

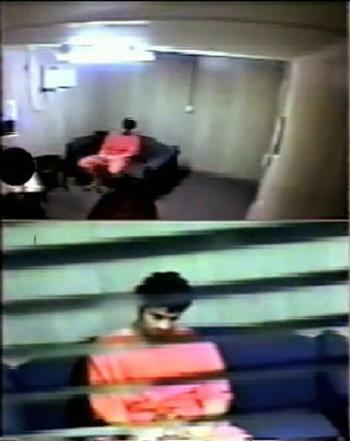
Interogatoriul instrumentat lui Omar Khadr de către forțele canadiene.

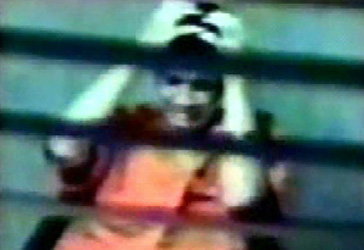
Disperarea lui Khadr manifestată în timpul interogatoriului.

### Caracteristicile deținuților
Până la 2008 au trecut prin acest special Centru, în jur de 800 de prizonieri din 42 de țări, marea majoritate fiind afgani și pakistanezi. Acest număr a fost în ușoară și treptată descreștere începând din 2003, pe considerentul returnării a aproape 500 de prizonieri către țările lor de origine, mai ales în Afganistan și Pakistan, dar și în multe țări europene (Spania, Franța, Marea Britanie, Rusia, Suedia, Turcia și Belgia) și altele, cum ar fi Arabia Saudită, Australia, Bahrain, Bangladesh, Egipt, Irak, Iran, Iordania, Kuweit, Libia, Maldive, Maroc, Mauritania, Sudan, Tadjikistan, Uganda și Yemen. În septembrie 2008, rămâneau aproximativ 250 de prizonieri.
Potrivit Amnesty International, aproximativ 17 dintre deținuții în acest centru special, erau sub vârsta de persoană de vârstă majoră atunci când au fost plasate în arest, sub custodia acestui centru, ani mai târziu Statele Unite a admis că au fost reținute 12 persoane de vârstă minoră, una dintre aceste persoane sinucigându-se. Un studiu al aceleași organizații, efectuat pe aproape 500 de deținuți, indică faptul că doar 5% dintre prizonieri au fost capturați inițial de către forțele americane. 86% au fost arestați de către forțele pakistaneze, sau de către combatanți în Afganistan, și în mod frecvent livrați Statelor Unite, în schimbul unor recompense.
Din 2003 până în 2011 au murit șapte prizonieri în lagărul din Guantanamo, trei dintre ei s-au sinucis în luna iunie 2006 spânzurându-se cu cearceafuri ale paturilor lor, alte două s-au sinucis în 2007 și 2009, unul a murit de cancer, iar ultimul a murit subit în luna februarie a anului 2011. Dar, în ciuda faptului că se aflau în custodie, nu li s-a efectuat legitima autopsie.

### Condiții
Statele Unite ale Americii susține că deținuții primesc un "tratament uman". Cu toate acestea, prin faptul că deținuții nu se găsesc pe pământ american -autoritățile nu considera baza din Guantanamo, ca parte a SUA - nu se bucură de drepturile acordate deținuților de către Constituția Statelor Unite, intre aceste drepturi prezumția de nevinovăție sau dreptul la un proces juridic cu jurati.
Cu privire la condițiile din Centrul de Detenție, Administrația SUA a negat că aici s-ar practica tortura, insistând asupra faptului că este "o instalație model", și reamintește că a fost vizitată de mai mult de 2.000 de jurnaliști aparținând a peste 400 entități mass-media din întreaga lume.
Rapoarte ale Organizației Națiunilor Unite semnalează că există dovezi că unii deținuți au fost torturați și unii deținuți denunță hrănirea forțată a deținuților aflați în greva foamei - zeci dintre ei au protestat în acest mod, în 2006 - și denunță interogatoriile instrumentate după izolare solitară prelungită sau în condiții extreme de temperatură, de lumină și de zgomot. Alte tratamente crude, jignitoare, au fost denunțate de către organizații precum Amnesty International.
La sfârșitul anului 2004, un raport al Crucii Roșii Internaționale și scurgerea de note de la FBI  recunoșteau utilizarea în aceasta bază, de tactici de constrângere psihologică și fizică, echivalentă cu tortura, fapte care au fost recunoscute într-o anchetă militară, iar în iunie 2005 au fost recunoscute de către Departamentul de Apărare.
Potrivit Amnesty International, 14 deținuți au fost transferați la Guantanamo, în septembrie 2006, după ce au fost ținuti la izolare, sub custodia secretă a CIA, pe perioade de până la 4 ani și jumătate.

## Organizarea judecătorească

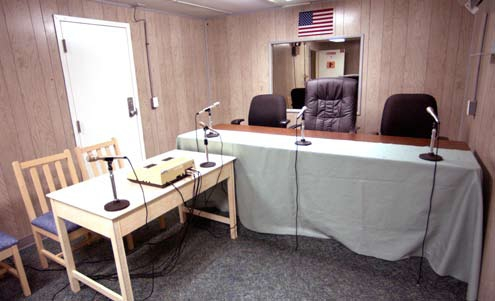
Sala de tribunal militar de la baza Guantanamo.

Procesele judiciare ale prizonierilor de la Guantanamo sunt puse în practică de către instanțele militare create în baza în sine, sub cupola acordării de puteri speciale, din 2006. Ele sunt formate de între cinci și doisprezece ofițeri ai forțelor armate SUA. Un judecător militar calificat prezidează ședința. Pentru a obține o condamnare, cel puțin două treimi dintre membri trebuie să fie în favoarea acelei condamnări, dar dacă este vorba despre o condamnare la moarte - care poate fi propusă dacă se ajunge la a se proba că cineva a murit din vina inculpatului în discuție-, decizia trebuie să fie unanimă și ratificată în ultimă instanță, de către Președintele Statelor Unite.
Procesele juridice efectuate de aceste instanțe militare au început în iunie 2008 cu procesul lui Khalid Sheik Mohammed, acuzat de a fi creierul din spatele atacurilor de la 11 septembrie 2001, căruia, împreună cu alți patru inculpați, i se impută  2,973 acuzații de crimă - câte una pentru fiecare  persoană care a murit în acele atentate.
Raportorul special al ONU privind Execuțiile Arbitrare, Sumare și Extra-Judiciare, Philip Alston, a cerut Statelor Unite să suspende procesele militare de la Guantanamo, menționând că aceste procese "nu sunt în conformitate cu standardele internaționale".
Din cei aproximativ 250 de deținuți care continua sa existe în Guantanamo, între 60 și 80 sunt deferiți unor instanțele militare speciale, și în jur de 60 sunt în proces de a fi returnați în țările lor. Viitorul celorlalți 115 este incert, pentru că nu există suficiente dovezi pentru a-i acuza, dar sunt considerați mult prea periculoși de către Statele Unite pentru a fi redați libertății.

### Statele Unite Ale Americii
A absolvit pe cetățeanul tanzanian, Ahmed Jalfan Ghailani, printr-o instanță civilă de terorism, deși a fost considerat responsabil pentru conspirarea in vederea distrugerii de proprietăți aparținând SUA, prin intermediul uzului de explozibili.

### Marea Britanie
În noiembrie 2010 de Guvernul Britanic condus de David Cameron este de acord să despăgubească persoanele suspecte de terorism care au amenințat ca vor denunța Serviciile Secrete de Securitate Britanice pentru posibile torturi. Așa se încearcă să se evite un proces care ar putea scoate la lumină informații secrete care ar demonstra exercitarea de tortură de către membri ai armatei Statelor Unite ale Americii și/sau ai Marii Britanii.